# Ouardi Chabani
Ouardi Chabani (orthographié aussi Louardi Chaâbani ou El Ouardi Chaâbani) (en arabe الوردي	شعباني), né en 1922 à T'Kout en Algérie et mort le 8 mars 2007, est un constructeur et promoteur immobilier algérien, président de la Chambre nationale de commerce et d'industrie algérienne puis président de la Confédération algérienne du patronat de 1996 à 2002.

## Biographie
Ouardi Chabani est né en 1922 à T'Kout, dans les Aurès, en Algérie,. Ouardi était l'aîné de sa famille, son père étant imam. Il est inscrit à l’école en 1932 à l’âge de dix ans, avant de devenir stagiaire d'un chantier de T'Kout en 1937, tout en poursuivant à partir de 1943 ses études par correspondance à l’école des travaux publics d’Eyrolles de Paris (pendant cinq ans) et travaillant comme surveillant des ponts et chaussées.
En 1946 il décroche le poste de chef de brigade des ponts et chaussées de Biskra, puis de surveillant avec la fonction de chef cantonnier à Arris jusqu’en 1954 où Mostefa Ben Boulaïd et Si El Haouès lui demandent de démissionner et de s’installer à Batna pour servir la révolution algérienne avec ses trois frères et sœur. En 1959, il est condamné à trois ans d’éloignement au centre El-Djorf de M'sila jusqu'à l’indépendance.
En 1962, Ouardi Chabani créé l'entreprise de travaux publics Chabani. Il commence sa carrière d'entrepreneur par l'exploitation d'une carrière, puis se diversifie vers une activité régionale, dans les Aurès, de construction de maisons individuelles et de bâtiments publics. En tant que constructeur et promoteur immobilier, Ouardi Chabani réalise des milliers de logements en Algérie. Il construit aussi des bâtiments publics tels que l'hôpital de Batna, un complexe thermal à Biskra, le stade de Constantine, des lycées, des universités et la grande mosquée 1er novembre 1954.
Ouardi Chabani est élu, dans les années 1960, président de l'Assemblée populaire communale de Batna.
En 1988, Ouardi Chabani est membre du Conseil d'administration de la chambre nationale du commerce, en tant que représentant de la section Bâtiments, travaux publics, et hydraulique. De 1996 à 2002, il est le président de la Chambre des entrepreneurs et du commerce algérien puis président de la Confédération algérienne du patronat. Ouardi Chabani est membre du Conseil consultatif national de 1992 à 1994.
En 2005, Ouardi Chabani reçoit le prix de la reconnaissance exceptionnelle du jury du trophée du manager 2005, pour son parcours de constructeur et de promoteur immobilier,
.
L'une de ses filles, Nadia Chabani, est écrivaine de langue française.